# Лече
Лѐче (на италиански: Lecce) е град и община в Южна Италия.

## География
Град Лече е административен център на едноименната провинция Лече в област Апулия. Население 95 027 жители към 31 декември 2009 г.

## История
Според легендата градът е носел името Сибар по време на Троянската война.

## Архитектурни забележителности
Преобладаващите архитектурни сгради в Лече са дворци и църкви в бароков стил.

## Спорт
Футболният отбор на града носи името УС Лече. Състезавал се е в италианските Серия А и Серия Б. В него започва своята кариера българския футболист-национал Валери Божинов.

## Личности
Родени
- Серджо Брио (р. 1956), италиански футболист, играл в „Ювентус“
- Франко Каузио (р. 1949), италиански футболист
- Антонио Конте (р. 1969), италиански футболист и треньор

## Побратимени градове
- Мурсия, Испания (от 2002)
- Скопие, Северна Македония (от 2005)
- Остров Великополски, Полша (от 2006)
- Мелбърн, Австралия
- Благоевград, България (от 2014)